# Zbigniew Woźniak (socjolog)
Zbigniew Józef Woźniak (ur. 13 lutego 1947 w Poznaniu, zm. 12 lipca 2022 tamże) – polski socjolog, nauczyciel akademicki i urzędnik państwowy, profesor nauk humanistycznych, podsekretarz stanu w Urzędzie Rady Ministrów (1992–1993) i Kancelarii Prezesa Rady Ministrów (1997–1999).

## Życiorys
Syn Józefa i Katarzyny, zamieszkał w Poznaniu. W 1973 ukończył studia socjologiczne na Wydziale Nauk Społecznych Uniwersytetu im. Adama Mickiewicza, gdzie został następnie nauczycielem akademickim. Następnie doktoryzował się, zaś w 1992 habilitował się na podstawie rozprawy Socjomedyczne aspekty funkcjonowania rodziny. 24 stycznia 2001 otrzymał tytuł profesora nauk humanistycznych. W pracy naukowej specjalizował się w zakresie gerontologii, pracy socjalnej, socjologii medycyny i socjologii rodziny. Recenzent co najmniej 13 prac habilitacyjnych i doktorskich (w tym z zakresu medycyny i stomatologii) oraz promotor co najmniej 3 przewodów doktorskich. Został profesorem zwyczajnym UAM, wykładał też w Wyższej Szkole Komunikacji i Zarządzania w Poznaniu.
Został współorganizatorem programów w zakresie promocji zdrowia i reform systemu ubezpieczeń, należał do założycieli Stowarzyszenia Obrony Praw Pacjenta. Od 1 sierpnia 1992 do 27 października 1993 pełnił funkcję podsekretarza stanu w Urzędzie Rady Ministrów i zarazem sekretarza Komitetu Społecznego Rady Ministrów. Doradzał też wicepremierowi Pawłowi Łączkowskiemu. Ponownie zajmował stanowisko wiceministra w Kancelarii Prezesa Rady Ministrów od 1 grudnia 1997 do 5 marca 1999. W latach 1998–1999 był pełnomocnikiem premiera ds. współpracy z organizacjami pozarządowymi.
W 2010 otrzymał Złoty Krzyż Zasługi, w 2022 został pośmiertnie odznaczony Krzyżem Kawalerskim Orderu Odrodzenia Polski.